# 日俄和亲通好条约

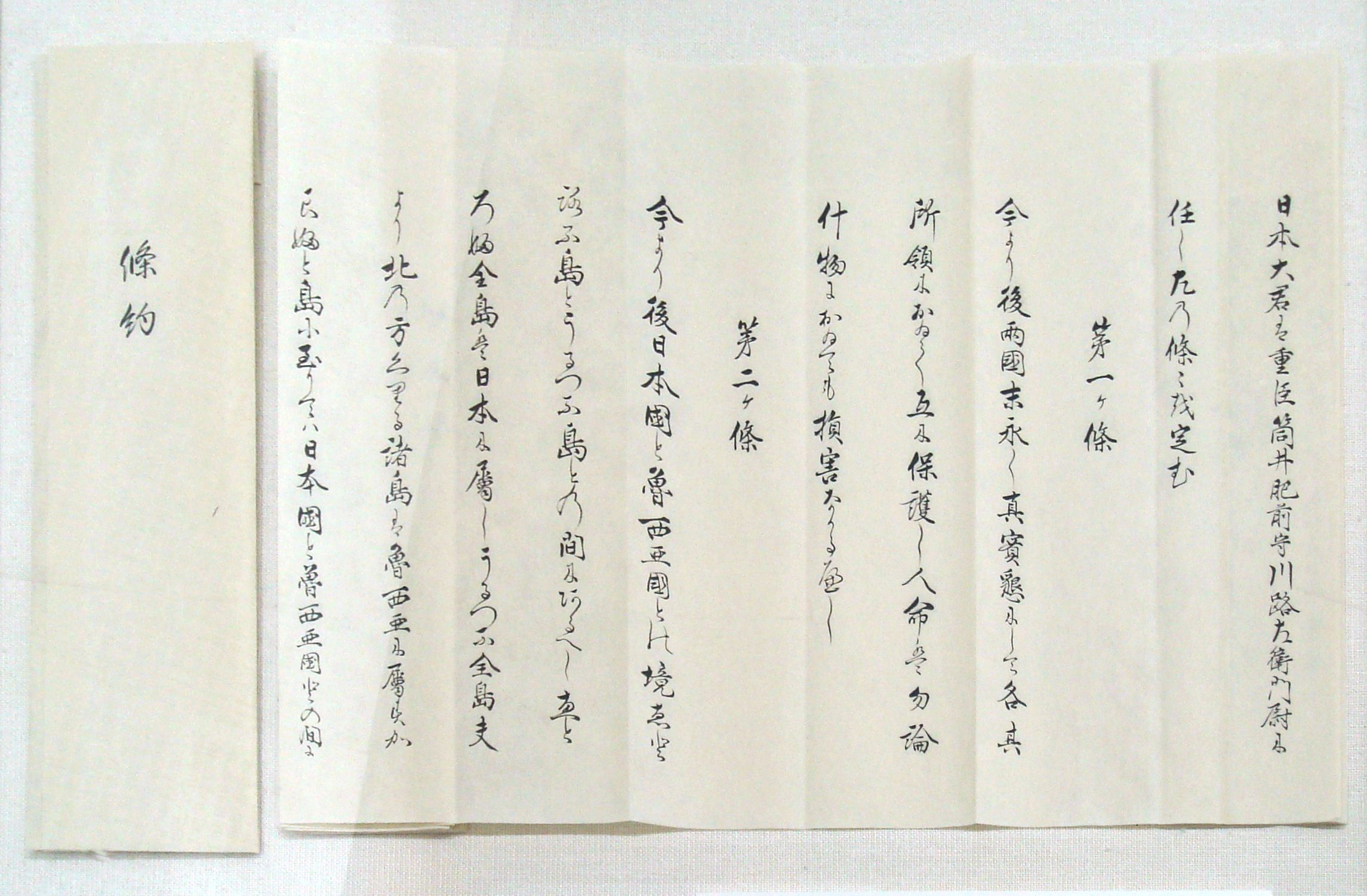
日俄和亲通好条约日文版本。

《日俄和亲通好条约》又称《下田条约》，是日本江戶幕府和俄羅斯于1855年2月7日在日本下田签署的不平等条约。由日方代表筒井政憲與川路圣谟和俄方代表普提雅廷在日本下田長樂寺签署。对于这个条约，学术界有“日本受压说”和“俄国受压说”两种说法。

## 内容
条约规定千島群島的邊界劃分，南千岛群岛（北方四岛）归日本所有。
「今后日本国和俄罗斯国的疆界应在择捉岛和得抚岛之间。择捉全岛属于日本，得抚全岛及其以北的千岛群岛属于俄罗斯。至于库页岛（桦太），日本国和俄罗斯国之间不分界，维持以往之惯例。」

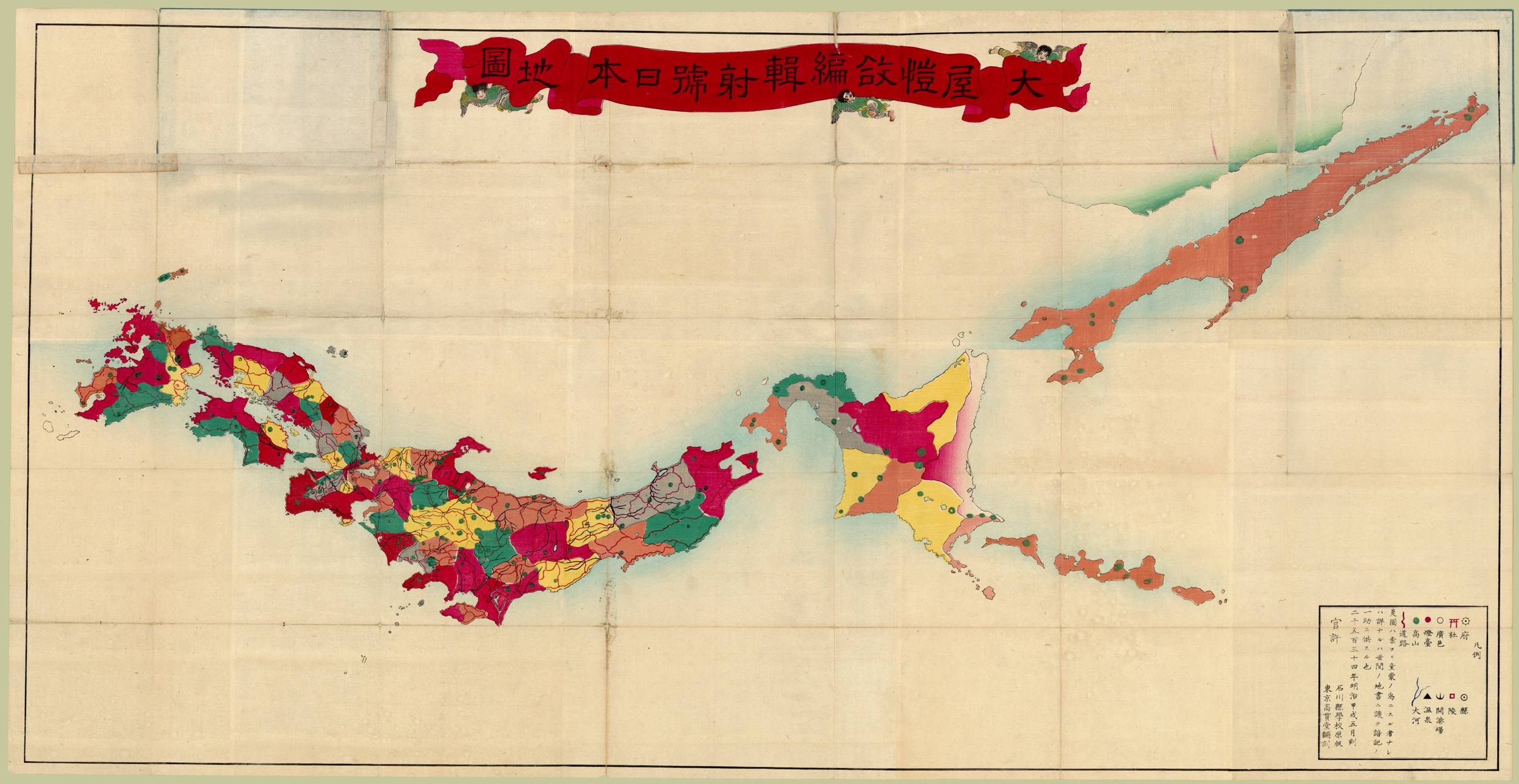
1874年的日本地圖

## 外部連結
- Massachusetts Institute of Technology interactive site on the history of Japan starting from Commodore Perry
- Portrets of modern Japanese historic figures on a site of the National Diet Library, Japan （页面存档备份，存于）
- The Kuril Islands Dispute on the website of the Trade and Environment Database （页面存档备份，存于）